# Ministero delle finanze (Albania)
Il Ministero delle finanze (in albanese Ministria e Financave) è un dicastero del governo albanese responsabile per le politiche macroeconomica e fiscale, attraverso la gestione del bilancio dello Stato, delle entrate, del debito pubblico e delle garanzie sui prestiti statali, oltre che per la prevenzione del riciclaggio di denaro e per la gestione del gioco d'azzardo.
Il ministro in carica dal 31 luglio 2024 nel terzo governo Rama è Petrit Malaj.

## Storia
Dalla fondazione dell'istituzione, il Ministero delle Finanze è stato riorganizzato unendosi ad altri dipartimenti o fondendosi con altri ministeri, cambiando così nome diverse volte. Questo elenco riflette le modifiche apportate negli anni nella storia del pluralismo dal 1992 come istituzione:
- Ministero dell'economia e delle finanze (Ministria e Ekonomisë dhe Financave) dal 1992 al 1994
- Ministero delle finanze (Ministria e Financave) dal 1994 al 2017 e dal 2024
- Ministero delle finanze e dell'economia (Ministria e Financave dhe Ekonomisë) dal 2017 al 2024

## Istituzioni subordinate
- Prima società di sviluppo finanziario
- Unità di sorveglianza del gioco d'azzardo
- Direzione generale delle dogane
- Direzione generale per la prevenzione del riciclaggio di denaro
- Direzione generale delle imposte
- Centro nazionale delle imprese
- Agenzia per l'amministrazione dei beni confiscati
- Agenzia di gestione del credito
- Direzione generale della proprietà industriale
- Amministratore delle società di prestiti
- Centro di formazione per l'amministrazione delle imposte e delle dogane